# UCI Oceania Tour 2024
L'UCI Oceania Tour 2024 és la dinovena edició de l'UCI Oceania Tour, un dels cinc circuits continentals de ciclisme de la Unió Ciclista Internacional. Està composta per tan sols 3 competicions, organitzades entre el 10 i el 25 de gener de 2024 a Oceania.

## Equips
Els equips poden participar en les diferents curses depenent de la categoria de la prova. Per exemple, els UCI WorldTeams només poden participar en curses .1 i el seu nombre per cursa és limitat.
| Catégorie | Catégorie              | Équipes                                                                           |
| --------- | ---------------------- | --------------------------------------------------------------------------------- |
| .1        | 1.1 (Cursa d'un dia)   | * UCI WorldTeam (màx. 50 %) * UCI ProTeam * Equip continental * Selecció nacional |
| .1        | 2.1 (Cursa per etapes) | * UCI WorldTeam (màx. 50 %) * UCI ProTeam * Equip continental * Selecció nacional |
| .2        | 1.2 (Cursa d'un dia)   | * UCI ProTeam * Equip continental * Selecció nacional * Equip regional i de club  |
| .2        | 2.2 (Cursa per etapes) | * UCI ProTeam * Equip continental * Selecció nacional * Equip regional i de club  |

## Calendari de les proves

### Gener
| Data  | Cursa                     | País         | Cat. | Vencedor      | Equip                    | Ref.  |
| ----- | ------------------------- | ------------ | ---- | ------------- | ------------------------ | ----- |
| 10-14 | New Zealand Cycle Classic | Nova Zelanda | 2.2  | Aaron Gate    | Nova Zelanda             | [ 2 ] |
| 20    | Gravel and Tar Classic    | Nova Zelanda | 1.2  | Josh Burnett  | MitoQ-NZ Cycling Project | [ 3 ] |
| 25    | Surf Coast Classic        | Austràlia    | 1.1  | Biniam Girmay | Intermarché-Wanty        | [ 4 ] |